# Линейная нотация
Линейная нотация — тип музыкальной нотации, в которой для письменной фиксации высоты музыкального звука используется горизонтальная линейка. Наиболее распространённая разновидность линейной нотации — пятилинейная круглая тактовая нотация, называемая также классической.

## Исторический очерк
Изобретателем линейной нотации традиционно считается Гвидо Аретинский, описавший её принципы в трактатах «Стихотворные правила» и «Пролог к антифонарию», написанных в начале XI века. Нотация Гвидо предназначалась для письменной фиксации григорианской монодии (cantus planus). На линейках и между ними Гвидо расположил общеизвестные невмы, никакой особенной системы графических символов не предусматривалось.
Принципы линейной нотации на основе новой графики сложились в системах квадратной нотации (с XII в.) и готической нотации (нем. Hufnagelschrift, XII—XVI вв.). Названные системы предназначались, главным образом, для записи традиционной григорианики, но также и для новосочинённых церковных распевов Хильдегарды Бингенской, паралитургических испано-португальских кантиг, итальянских лауд и латинских кондуктов, светских песен трубадуров, труверов и миннезингеров.
Бурное развитие полифонической композиции в парижской школе Нотр-Дам вызвало к жизни модальную нотацию (2-я половина XII—XIII вв., с графикой квадратной нотации), в которой впервые в истории музыки наряду с высотой звука последовательно фиксировался ритм (в том числе «перфектный» метр). Клаузулы (заготовки метризованного органума, для вставки в традиционно оформленное богослужение) в рукописях «Magnus liber organi» (XIII в.) представляют собой образцы полноценной вокальной партитуры. Функцию маркеров ритмической синхронизации голосов в ней выполняют вертикальные линейки (напоминают позднейшие тактовые черты), отделяющие одну серию (ордо, лат. ordo) ритмических модусов от другой.
Развившаяся из недр модальной мензуральная нотация (вторая половина XIII — начало XVII вв.), порвав с формульностью модусов, уравняла в правах бинарную мензуру с тернарной, позволила записывать ритмически изысканные мелодии с невиданной прежде точностью.
На основе западных разновидностей линейной нотации (прежде всего, квадратной и мензуральной) на юге России в конце XVI века была разработана своеобразная киевская нотация, которая в РПЦ приобрела значение «официальной» формы записи богослужебной монодии в XVII, XVIII, XIX и в начале XX веков.
Наиболее распространённая разновидность линейной нотации — пятилинейная круглая тактовая, называемая также классической. Сложившаяся в Западной Европе к XVII в., она поныне сохраняет статус стандартной формы записи любой музыки, составляет фундамент элементарного музыкального образования в России и за рубежом. Классическая нотация наилучшим образом приспособлена для артефактов мажорно-минорной тональности XVII—XIX вв.